# Humboldt, Minnesota
Humboldt là một thành phố thuộc quận Kittson, tiểu bang Minnesota, Hoa Kỳ. Năm 2010, dân số của thành phố này là 45 người.

## Dân số
- Dân số năm 2000: 61 người.
- Dân số năm 2010: 45 người.